# Synagoge (Arlon)

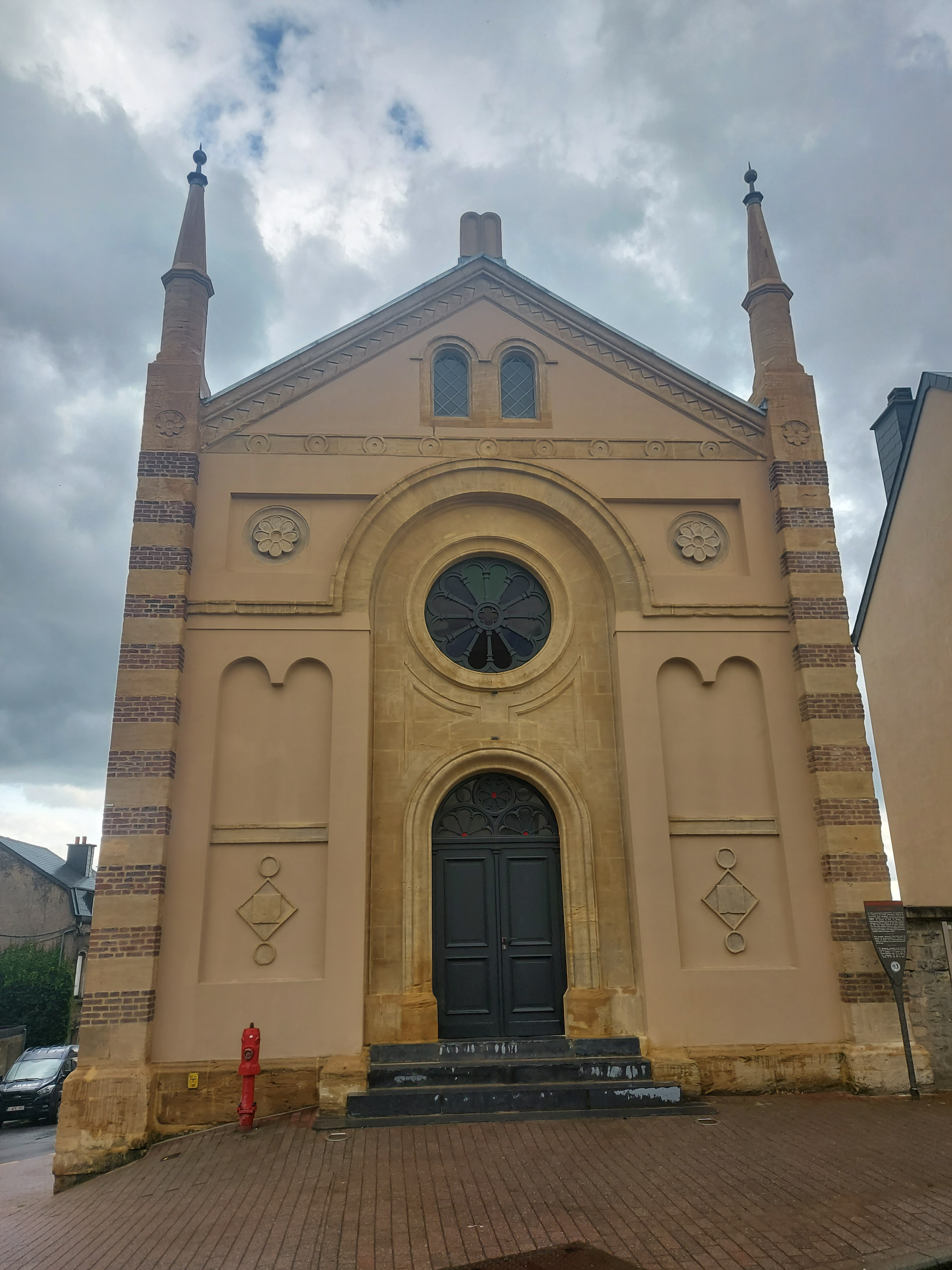
Synagoge in Arlon (2020)

Die Synagoge in Arlon, einer belgischen Stadt in der Region Wallonien, wurde von 1863 bis 1865 errichtet. Die Synagoge im neuromanischen Stil, die nach Plänen des Architekten Albert Jamot erbaut wurde, kam im Jahr 2005 als Patrimoine majeur de Wallonie auf die Denkmalliste.
Das Gebäude, das an der Rue de la Synagogue steht, wurde während des Zweiten Weltkriegs als Strohlager zweckentfremdet. Die Thorarollen wurden in dieser Zeit vom Hausmeister aufbewahrt.
Die Renovierung der Synagoge ist dringend notwendig, aber für die kleine jüdische Gemeinde ohne Spenden und Zuschüsse nicht finanzierbar.